# Fleur Saville
Fleur Saville, född 14 juli 1984, nyzeeländsk skådespelerska.
Fleur spelade Eve i filmen Being Eve, som blev nominerad till en International Emmy Award. Hon var även med i den första Charlie and the Chocolate Factory, samt filmen Sione's Wedding. Hon har haft roller i tv-serier som The Tribe, Shortland Street, Interrogation, Serial Killers samt Maddigan's Quest.
Hon har även varit med i musikaler såsom Sound of Music.